# Фалькович, Григорий Аврамович
Григорий Аврамович Фалько́вич (или Авраамович) (род. 25 июня 1940, Киев) — украинский поэт, переводчик, публицист,литературовед. Учёный секретарь Научно-исследовательского института  языкознания. Президент Межнационального форума «Мир вам!». Председатель правления Киевского культурно-просветительского общества имени Шолом-Алейхема. Член Национального союза писателей Украины и международного Пен-клуба. Зампредседателя Комитета по премии им. Шолом-Алейхема. Инициатор издания и член редколлегии «Антологии еврейской поэзии»

## Биография
Григорий Фалькович родился 25 июня 1940 года в Киеве.
Работал радиомастером, сержантом-ракетчиком и инженером. В армии был внештатным корреспондентом окружной газеты «Во славу Родины».
С 1962 по 1967 год учился в Киевском государственном университет имени Т. Г. Шевченко (на филологическом факультете по специальности русская и болгарская филология).
Работал в Институте языкознания им. А. А. Потебни НАН Украины.
Организатор консьюмерского движения на Украине. С 1999 года стал председателем правления Киевского еврейского культурно-просветительского общества имени Шолом-Алейхема.
12 октября 2010 года в Белой гостиной киевского Дома Ученых журнал «Радуга» провел вечер Григория Фальковича, которое прошло.
20 марта 2012 года в Национальном музее литературы Украины Григорий Аврамович стал первым лауреатом премии имени Шолом-Алейхема

## Критика
Людмила Таран: 

Его поэзия удивительным образом балансирует между сакральным и профанным, между будничным и абсолютным, творя координаты пограничья, межмирья, межголосия.

## Избранные публикации
Некоторые из публикаций Григория Фальковича:
- Григорий Фалькович. «Высокий миг»: Стихотворения. — К.: Рад. письменник, 1979;
- Григорій Фалькович. «Сповідуюсь, усе беру на себе…»: Вірші. — К.: Укр. письменник, 1994;
- Григорий Фалькович. Скрижали откровения: Стихотворения. — Биробиджан.: 1999;
- Григорій Фалькович. Шляхами Біблії пройшла моя душа: Вірші. — К.: Лікей, 2000;
- Григорій Фалькович. Чудер-наський Zоо: Вірші. — К.: Грані-Т, 2007;
- Григорій Фалькович. Про жабку Гапку: Вірші. — Тернопіль, Богдан, 2008;
- Григорій Фалькович. Засинає ліва ніжка: Вірші. — Тернопіль, Богдан, 2008;
- Григорій Фалькович. Смик-Тиндик: Вірші. — Харків, Мікко, 2009;
- Григорій Фалькович. На перетині форми і змісту: Вірші. — К.: Факт, 2009;
- Григорій Фалькович. Сумна історія: Вірші. — Тернопіль, Богдан,2010;
- Григорій Фалькович. Абетка: Вірші. — Харків, Мікко, 2011;
- Григорий Фалькович. Азбука: Стихотворения. — Харьков, Мікко, 2011;
- Григорій Фалькович. Фікулі: Вірші. — Тернопіль, Богдан, 2011;
- Григорій Фалькович. Хвацькі вірші: Вірші. — Київ, А-Ба-Ба-Га-Ла-Ма-Га, 2011;
- Григорий Фалькович. Мир поэта и долг переводчика: Сб. Мастерство перевода, Москва, 1970;
- Григорий Фалькович. Призвание: Радуга, № 9, 1982;
- Григорий Фалькович. Солнце и печать: Радуга, № 1, 1991;
- Григорій Фалькович. На землі нас більше не суди: Україна, № 17, 1993;
- Григорій Фалькович. Українська пісня в Ізраїлі: Україна-Ізраїль, № 1, 1997;
- Leading Contemporary Poets: An International Antology. — Michigan: 1997;
- Сто років юності: Антологія української поезії ХХ ст. в англомовних перекладах. — Львів: 2000;
- Григорій Фалькович. Віршики з дитячих блокнотів: Єгупець, № 9, 2001;
- Григорій Фалькович. Шляхами Біблії пройшла моя душа: Українська мова й література в школі, № 5, 2002;
- Григорій Фалькович. Ти уже й сама не знаєш, де ти: Дніпро, № 12, 2009.